# Calpuhuacan
Calpuhuacan är en ort i Mexiko.   Den ligger i kommunen Coxcatlán och delstaten Puebla, i den sydöstra delen av landet, 250 km sydost om huvudstaden Mexico City. Calpuhuacan ligger 1 964 meter över havet och antalet invånare är 176.
Terrängen runt Calpuhuacan är kuperad åt nordväst, men åt sydost är den bergig. Terrängen runt Calpuhuacan sluttar brant västerut. Runt Calpuhuacan är det ganska tätbefolkat, med 60 invånare per kvadratkilometer. Närmaste större samhälle är Ajalpan, 16,7 km väster om Calpuhuacan. I omgivningarna runt Calpuhuacan växer huvudsakligen savannskog.